# Bank of Dave
Série
Bank of Dave 2: The Loan Ranger
(2025)
Pour plus de détails, voir Fiche technique et Distribution.

Bank of Dave est un film britannique réalisé par Chris Foggin et sorti en 2023.

## Fiche technique
Sauf indication contraire, les informations mentionnées dans cette section peuvent être confirmées par les bases de données cinématographiques IMDb et Allociné,  présentes dans la section « Liens externes ».
- Titre original : Bank of Dave
- Réalisation : Chris Foggin
- Scénario :
- Musique :
- Photographie :
- Montage :
- Production :
- Société de production :
- Distribution :
- Pays d'origine : Royaume-Uni
- Langue originale : anglais
- Genre : comédie dramatique
- Durée :
- Dates de sortie :
  - Royaume-Uni : 2023

## Distribution
- Rory Kinnear : Dave Fishwick
- Phoebe Dynevor : Alexandra
- Joel Fry : Hugh
- Hugh Bonneville : Sir Charles